# العربة القمرية

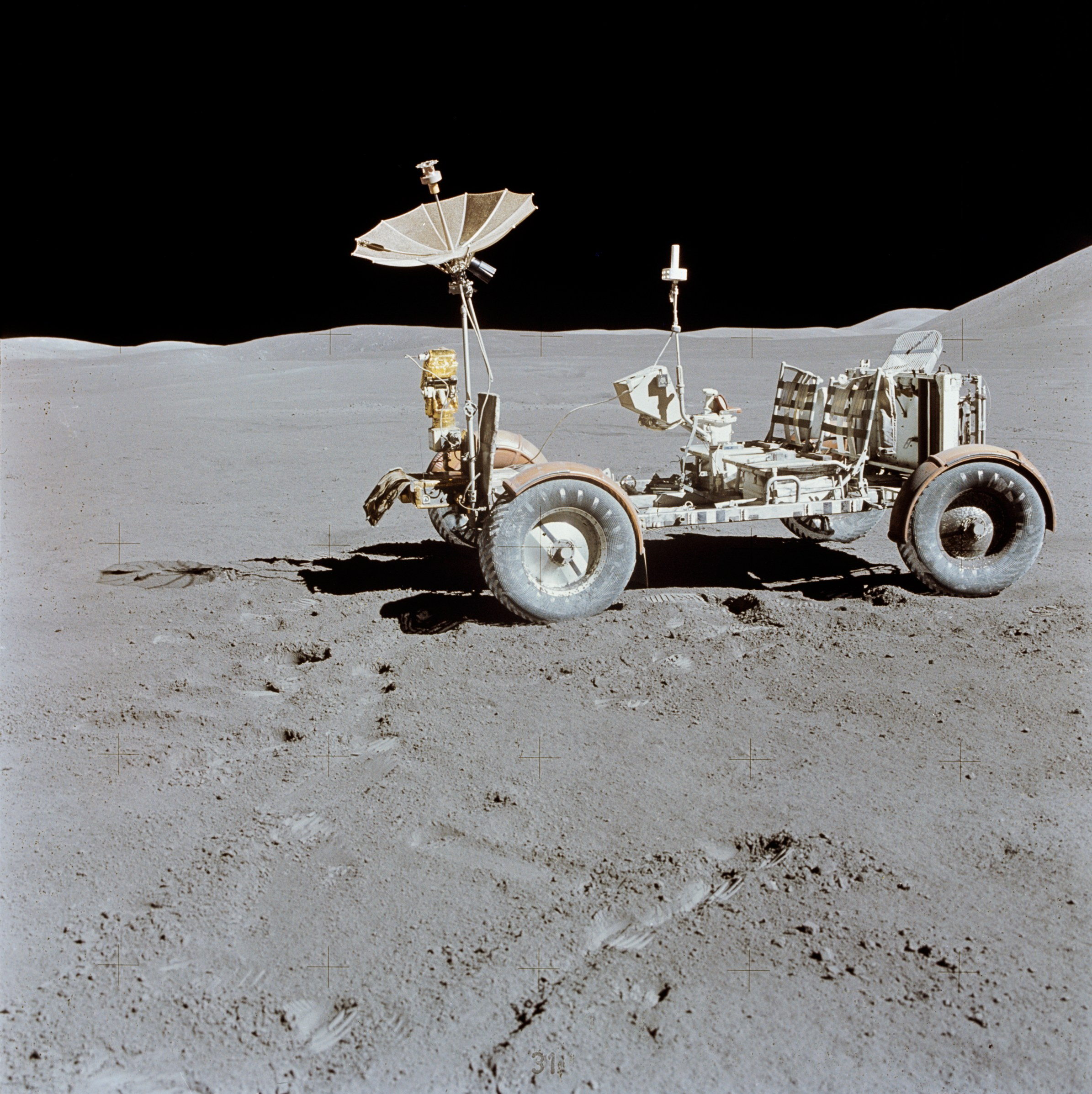
عربة القمر أبولو 15.

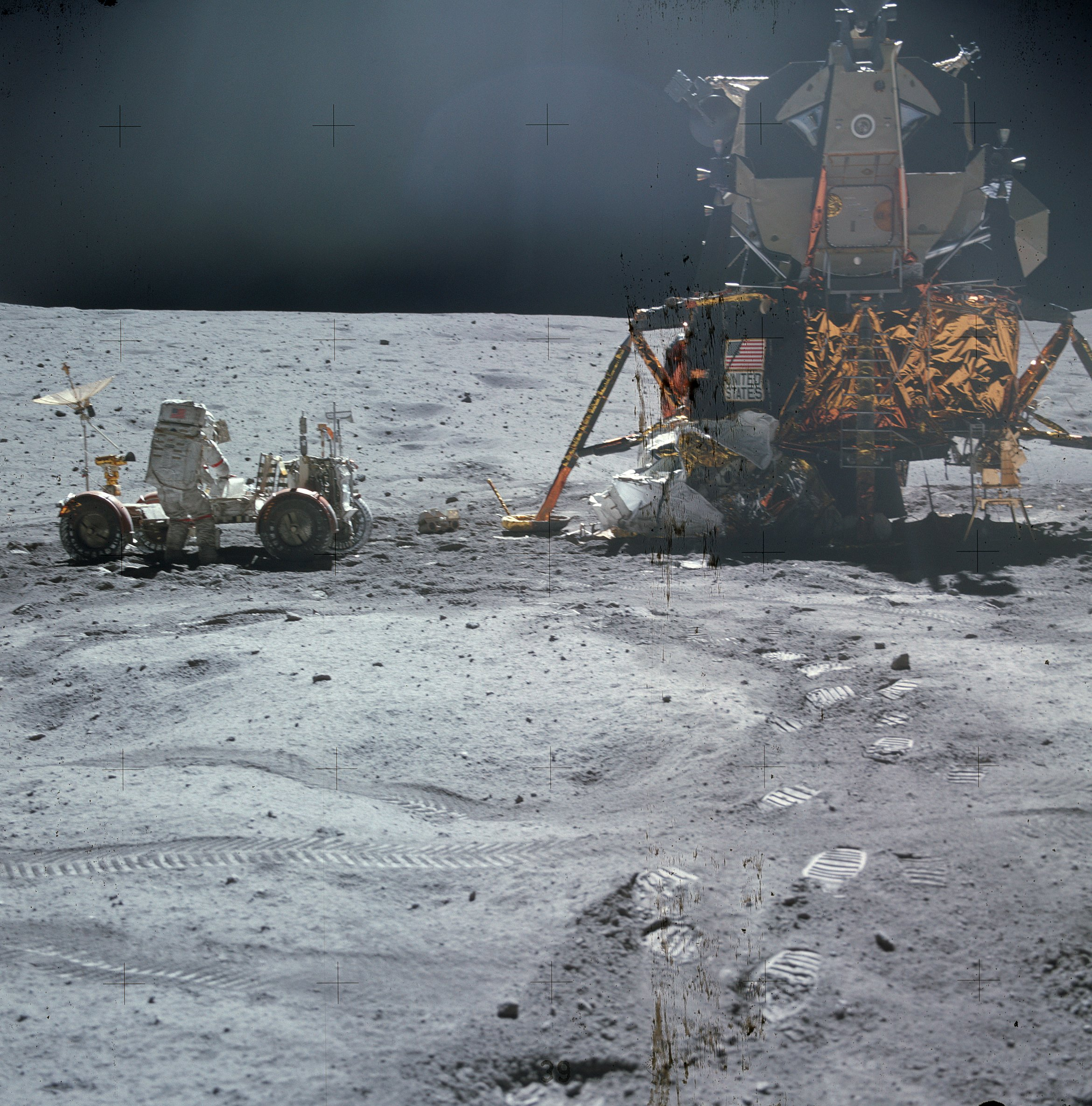
جون يونغ يعمل على العربة القمرية بالقرب من مركبة الهبوط على القمر أوريون ، أبولو 16، أبريل 1972

كانت العربة القمرية (بالإنجليزية: (Lunar Roving Vehicle (LRV) عربة فضائية كهربائية صنعت في الولايات المتحدة الأمريكية بغرض الاستخدام على سطح القمر. وقد استخدمت خلال رحلات أبولو 15، أبولو 16 وأبولو 17 واستطاعت بواسطتها رواد الفضاء زيادة مسافات تجولاتهم الاستكشافية على سطح القمر إلى نحو 92 كيلومتر، كما ساعدت على حمل أجهزتهم العلمية وكذلك عينات تربة القمر وصخوره.
وقد بدأ تصميم عربة القمر عام 1969م في معمل البحوث لشركة جنرال موتورز في سانتا باربارا، كاليفورنيا بعقد من شركة بوينغ للطيران. واستغرق تصميم وبناء العربة 17 شهرا. ويتميز تصميم عجل العربة باستطاعتها العمل بدون صعوبة في أصعب الظروف على سطح القمر - ولا تزال ثلاثة عربات منها مركونة على القمر.

## وصف العربة

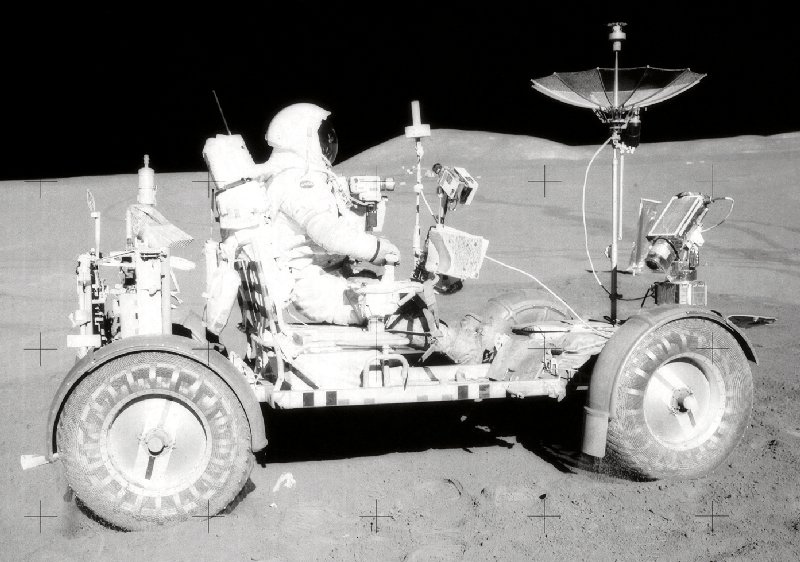
ديفيد سكوت يقود العربة القمرية أبولو 15.

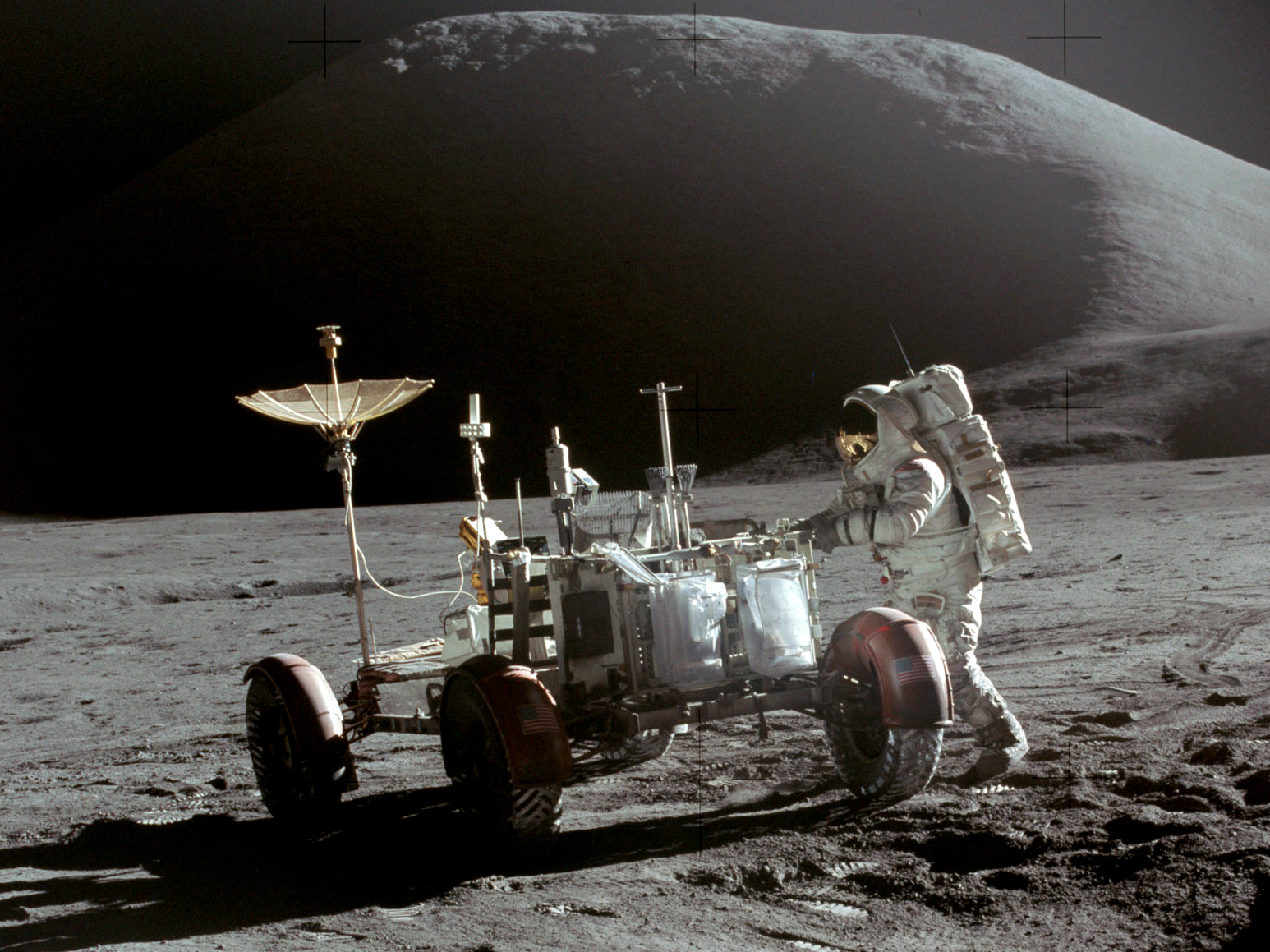
جيم إرفين بجانب العربة القمرية.

يبلغ طول العربة القمرية 31و3 متر وبعد العجلات 3و2 متر، وهي مصنوعة من الألمونيوم وتزن نحو 210 كيلوجرام. وتبلغ حمولتها القصوى على القمر 490 كيلوجرام، منها نحو 350 كيلوجرام وزن رائدي الفضاء وأجهزتهم التي تمدهم بعناصر بقائهم على قيد الحياة من أكسجين وماء ودورات تبريد، بالإضافة إلى 45 كيلوجرام أجهزة اتصال بالأرض، و 55 كيلوجرام أجهزة علمية و 27 كيلوجرام من عينات من تربة القمر وصخوره.
تعلو العربة 36 سنتيمتر عن أرضية القمر، وكانت مصممه بحيث يمكن طيها وقت الإقلاع والطيران فكانت تشغل حيزا 0,90 x 1,50. 1,70 متر تحت مركبة الهبوط على القمر. وكان تركيب العربة القمرية يستغرق 20 دقيقة ويقوم بتشغيلها محرك كهربائي قدرة 18و0 كيلووات لكل عجلة، ويتصل بالعجلة بواسطة صندوق تروس يمكن أن يعمل بمعدل 80:1.
تستعمل محركات كهربائية قدرة 0,072 كيلوات لتوجيه كل عجلتين، ويقوم رائد الفضاء بتوجيه العربة بواسطة عصي للقيادة. يمد الموتورات بالتيار الكهربائي بطاريات فضة- زنك تولّد جهدا قدره 36 فولت، وتبلغ سعة البطارية 120 أمبير ساعة. تمكنت العربة من السير بسرعة قصوي قدرها 13 كيلومتر في الساعة ويبلغ أقصي مدى لها 92 كيلومتر. زودت العربة بحاسوب يمكنه تحديد مكانها في أي وقت بالنسبة للمركبة القمرية، وكانت أجهزة الاتصال بالإضافة إلى عدد 2 كاميرا مثبتة في مقدمة العربة.

## اقرأ أيضا
- أبولو 15
- أبولو 16
- أبولو 17
- نيل أرمسترونج
- قائمة رواد فضاء أبولو
- قائمة بعثات أبولو

### وصلات خارجية
- أبولو 17 بث تلفزي - فيديو من ApolloTV.net

### هوامش ومراجع
1. ↑  "The Apollo Lunar Roving Vehicle". nssdc.gsfc.nasa.gov. مؤرشف من الأصل في 2022-06-04. اطلع عليه بتاريخ 2022-09-02.